# Metta Gramberg
 (février 2019).
Pour l’article homonyme, voir Carl Peter Wilhelm Gramberg.
Metta Gramberg, née le 28 novembre 1959 à Amsterdam,,, est une actrice néerlandaise.

## Filmographie

### Cinéma et téléfilms
- 1985 : Ornithopter : Roos
- 1990 : Medisch Centrum West (nl) : Sophie Westerman
- 1991-1995 : Vrienden voor het leven (nl) : Karin de Geeuw
- 1992 : Zonder Ernst (nl) : La cliente de Esther
- 1992-1996 : Oppassen!!! (nl) : Deux rôles (Ilona Laarman et La fleuriste)
- 1993 : Niemand de deur uit (nl) : Frederique van Heeckeren
- 1993 : Sjans : Betty
- 1994-1996 : Het Zonnetje in Huis (nl) : Deux rôles (Frouke et Willeke Groen)
- 1997 : Kees & Co. (nl) : Babs
- 1998 : Goudkust (nl) : Eline Kervezee
- 2001 : Schiet mij maar lek (nl) : Odiel
- 2009 : Zeg 'ns Aaa (nl) : Claire van Opheusden
- 2010 : Hallo K3! (nl) : Rosie
- 2011 : Flikken Maastricht : Esther Dierks
- 2012 : K3 Bengeltjes (nl) : Rosie
- 2014 : K3 Dierenhotel (nl) : Rosie
- 2014 : Rechercheur Ria (nl) : Le président du comité
- 2014 : Dokter Tinus : Katrien
- 2016 : Rokjesdag (nl) : L'assistante Marijke